# ألفرد هنري سكوت
ألفرد هنري سكوت هو سياسي كندي، ولد في 1840، وتوفي في 28 مايو 1872.